# Альфа-спіраль

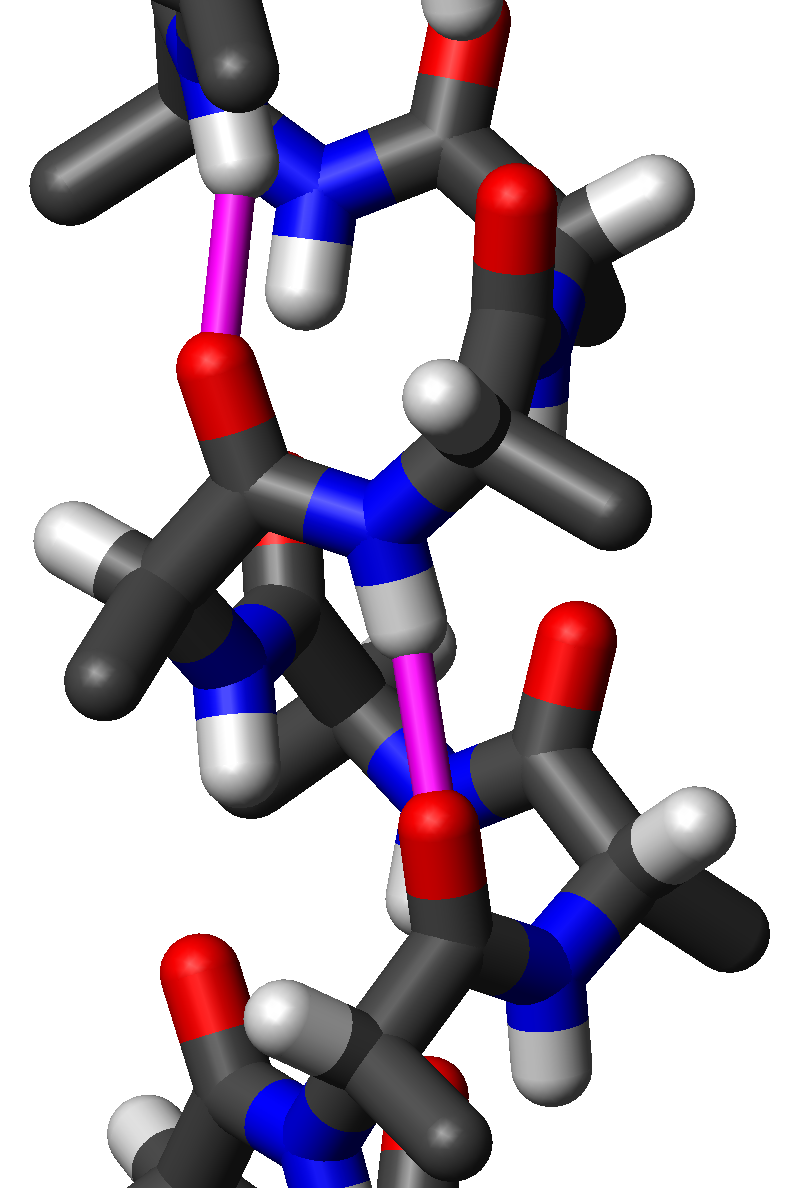
Вид збоку альфа-спіралі створеної з залишків аланіну з атомною роздільною здатністю. Водневі зв'язки позначені червоно-фіолетовим кольором, відстань між атомами водню й кисню 2,08 Å (208 пм). Поліпептидний ланцюжок спрямовано вверх, тобто його N-кінець знаходиться внизу, а C-кінець — уверху. Відмітьте, що бічні ланцюги амінокислот направлені дещо вниз, у напрямку до N-кінця.

Альфа-спіраль (α-спіраль) — типовий елемент вторинної структури білків, що має форму правозакрученої гвинтової лінії, і якій кожна аміногрупа (-NH2) в каркасі утворює водневий зв'язок з карбонільною групою (-C=0) амінокислоти, що знаходиться на чотири амінокислоти раніше (водневий зв'язок {\displaystyle i+4\rightarrow i}). Цей елемент вторинної структури інколи також називається класичною альфа-спіраллю Полінга-Корі-Бренсона.

## Експериментальне визначення
Класичним методом є дихроїзм (CD). Також використовується ІЧ-спектроскопія та методи на основі визначення розмірів молекул.
Часто застосовується й пряме встановлення структури методами ЯМР.

## Амінокислотні залежності
Амінокислоти різняться за схильністю формувати α-спіральні фрагменти в білках. Метіонін(M), аланін(A), лейцин(L), глутамін (E) та лізин(K) («MALEK») зустрічаються в таких фрагментах частіше за інші, а пролін та гліцин - рідше. Залишок проліну, на відміну від інших амінокислотних залишків, не містить амідної NH-групи й не може утворювати водневі зв'язки, тому його введення «розбиває» α-спіральні фрагменти. 